# Börzsöny
Börzsöny este o arie protejată (arie specială de conservare — SAC, sit de importanță comunitară — SCI) din Ungaria întinsă pe o suprafață de 30.401,22 ha, integral pe uscat.

## Localizare
Centrul sitului Börzsöny este situat la coordonatele 47°54′47″N 18°56′07″E / 47.913056°N 18.935278°E.

## Înființare
Situl Börzsöny a fost declarat sit de importanță comunitară în mai 2004 pentru a proteja 3 specii de plante și 24 de specii de animale. Situl a fost protejat și ca arie specială de conservare în februarie 2010.

## Biodiversitate
Situată în ecoregiunea panonică, aria protejată conține 14 habitate naturale: Păduri de fag Asperulo-Fagetum, Păduri aluvionare cu Alnus glutinosa și Fraxinus excelsior (Alno-Padion, Alnion incanae, Salicion albae), Păduri panonice-balcanice de stejar turcesc - stejar sesil, Liziere de ierburi înalte hidrofile de câmpie și de nivel montan până la alpin, Pajiști panonice carstice (Stipo-Festucetalia pallentis), Pante stâncoase silicioase cu vegetație casmofită, Pajiști uscate seminaturale și facies de acoperire cu tufișuri pe substraturi calcaroase (Festuco-Brometalia) (* situri importante pentru orhidee), Păduri de fag Luzulo-Fagetum, Păduri panonice cu Quercus petraea și Carpinus betulus, Păduri pe pante, grohotișuri și ravene de Tilio-Acerion, Roci stâncoase cu vegetație pionieră de Sedo-Scleranthion sau Sedo albi-Veronicion dillenii, Grohotișuri silicioase medio-europene, la altitudine înaltă, Fânețe montane, Tufărișuri subcontinentale peripanonice.
La baza desemnării sitului se află mai multe specii protejate:
- plante (3): Echium russicum, Ferula sadleriana, sisinei (Pulsatilla grandis)
- amfibieni (2): buhai de baltă cu burta roșie (Bombina bombina), triton cu creastă dobrogean (Triturus dobrogicus)
- mamifere (8): liliac cârn (Barbastella barbastellus), râs eurasiatic (Lynx lynx), liliac cu urechi mari (Myotis bechsteinii), liliac cu urechi de șoarece (Myotis blythii), liliac cărămiziu (Myotis emarginatus), liliac comun (Myotis myotis), liliacul mare cu potcoavă (Rhinolophus ferrumequinum), liliacul mic cu potcoavă (Rhinolophus hipposideros)
- nevertebrate (12): Austropotamobius torrentium, croitorul mare al stejarului (Cerambyx cerdo), Cucujus cinnaberinus, orthosia schmidtii (Dioszeghyana schmidtii), fluturele de noapte (Eriogaster catax), Euplagia quadripunctaria, Limoniscus violaceus, rădașcă (Lucanus cervus), Osmoderma eremita, Paracaloptenus caloptenoides, gândacul de apă (Rhysodes sulcatus), Rosalia alpina
- pești (1): Barbus meridionalis
- reptile (1): țestoasa de baltă (Emys orbicularis)

Pe lângă speciile protejate, pe teritoriul sitului au mai fost identificate 26 de specii de plante, 10 specii de amfibieni, 13 specii de mamifere, 3 specii de nevertebrate, 6 specii de reptile.